# Radomir Đalović
Radomir Đalović (en cyrillique : Радомир Ђаловић), né le 29 octobre 1982 à Bijelo Polje (Monténégro), est un footballeur international monténégrin. Il évolue au poste d'attaquant avant de devenir entraîneur.

## Carrière

### En sélection nationale
Radomir Đalović fait ses débuts en équipe nationale du Monténégro le 17 octobre 2007 contre l'Estonie.
26 sélections et 7 buts avec Monténégro depuis 2007.

## Statistiques

### Buts en sélection
| Buts en sélection de Radomir Đalović | Buts en sélection de Radomir Đalović | Buts en sélection de Radomir Đalović           | Buts en sélection de Radomir Đalović | Buts en sélection de Radomir Đalović | Buts en sélection de Radomir Đalović | Buts en sélection de Radomir Đalović |
|                                      | Date                                 | Lieu                                           | Adversaire                           | Score                                | Résultat                             | Compétition                          |
| ------------------------------------ | ------------------------------------ | ---------------------------------------------- | ------------------------------------ | ------------------------------------ | ------------------------------------ | ------------------------------------ |
| 1.                                   | 26 mars 2008                         | Podgorica City Stadium, Podgorica (Monténégro) | Norvège                              | 3-0                                  | 3-1                                  | Match amical                         |
| 2.                                   | 27 mai 2008                          | Podgorica City Stadium, Podgorica (Monténégro) | Kazakhstan                           | 1-0                                  | 3-0                                  | Match amical                         |
| 3.                                   | 27 mai 2008                          | Podgorica City Stadium, Podgorica (Monténégro) | Kazakhstan                           | 3-0                                  | 3-0                                  | Match amical                         |
| 4.                                   | 12 août 2009                         | Podgorica City Stadium, Podgorica (Monténégro) | Pays de Galles                       | 2-0                                  | 2-1                                  | Match amical                         |
| 5.                                   | 11 août 2010                         | Podgorica City Stadium, Podgorica (Monténégro) | Irlande du Nord                      | 1-0                                  | 2-0                                  | Match amical                         |
| 6.                                   | 11 août 2010                         | Podgorica City Stadium, Podgorica (Monténégro) | Irlande du Nord                      | 2-0                                  | 2-0                                  | Match amical                         |
| 7.                                   | 4 juin 2011                          | Podgorica City Stadium, Podgorica (Monténégro) | Bulgarie                             | 1-0                                  | 1-1                                  | Éliminatoires Euro 2012              |

NB : Les scores sont affichés sans tenir compte du sens conventionnel en cas de match à l'extérieur (Monténégro-Adversaire)

## Palmarès
- Championnat du Monténégro : 2017